# Chromatomyia gentianae
Chromatomyia gentianae is een vliegensoort uit de familie van de mineervliegen (Agromyzidae). De wetenschappelijke naam van de soort is voor het eerst geldig gepubliceerd in 1920 door Hendel.

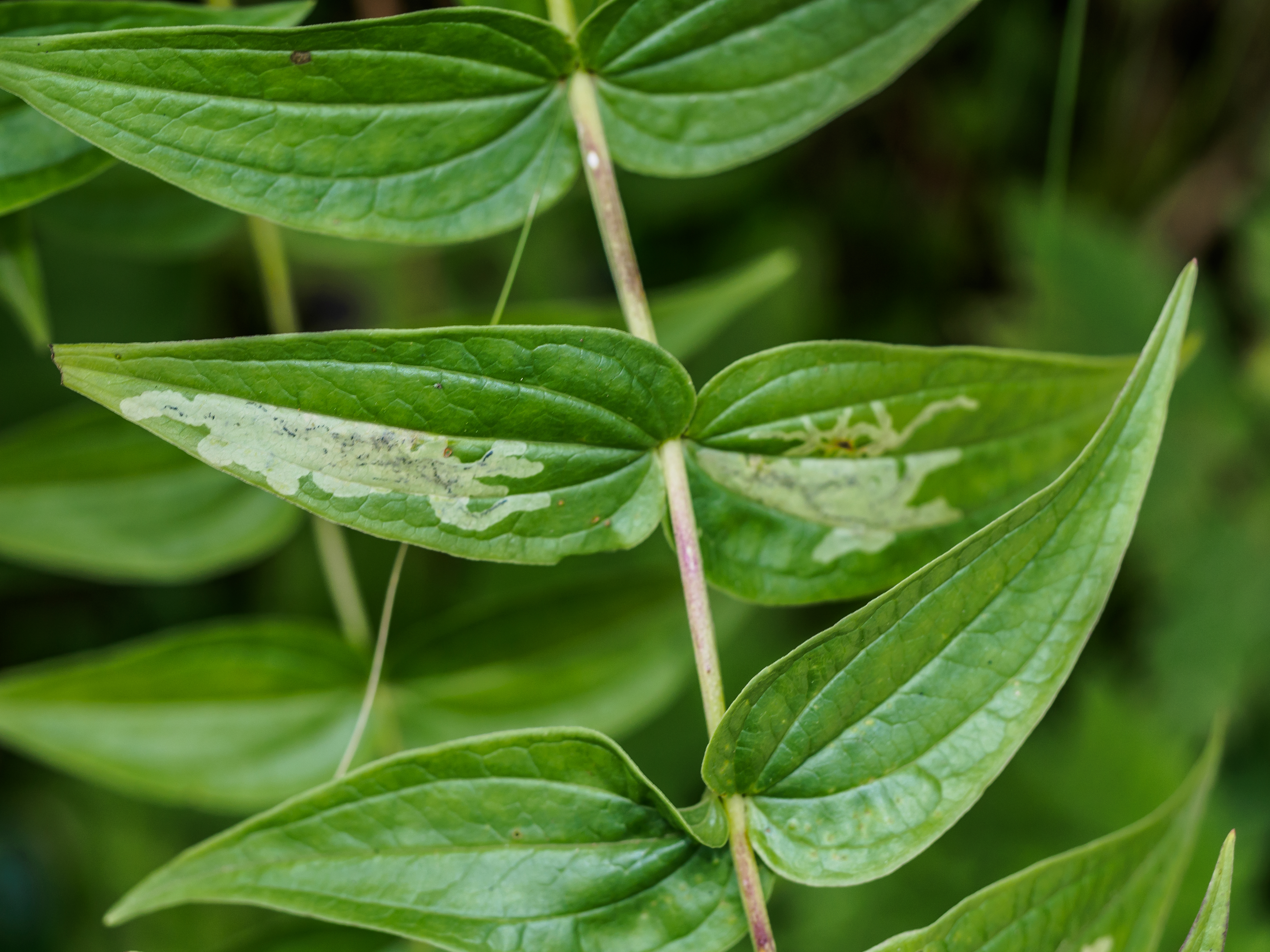
Leaf mines of Chromatomyia gentianae on Gentiana asclepiadea (Austria, Styria, Teichalm).